# Fordonsprogrammet
Fordonsprogrammet var ett nationellt gymnasieprogram i Sverige, sedan 2011 ersatt av Fordons- och transportprogrammet. 
Programmet hade fyra nationella inriktningar; bilmekanik, lastbilsmekanik, flygmekanik och båtmekanik. Det fanns även många gymnasieskolor i som erbjöd lokala inriktningar, exempelvis truckmekanik.